# Албіна (Молдова)
Албі́на (рум. Albina; в перекладі — бджола) — село в Молдові в Чимішлійському районі. Розташоване у північно-західній частині району за 27 км від районного центру — міста Чимішлії та за 23 км від залізничної станції Злоті. Є центром однойменної комуни, до складу якої також входять села Фетіца та Мерень.

## Історія
Вперше згадується у документах 1863 року.

### Радянська доба
За часів Ралянського Союзу село було центром Албінської сільської ради. В ньому містилася центральна садиба радгоспу-заводу «Фетиця» аграрнопромислового об'єднання «Молдвинпром», який у 1979 році реалізував продукції на 10,5 мільйонів карбованців. Прибуток склав 992 тисячі карбованців. Станом на 1 січня 1980 року в ньому працювали 48 тракторів, 18 комбайнів, 12 вантажних автомобілів.
В селі працювали восьмирічна школа, клуб з кіноустановкою, літній кінотеатр, бібліотека, музей бойової і трудової слави, фельдшерсько-акушерський пункт, дитячі ясла, магазини, їдальня, відділення зв'язку.

## Населення
За даними перепису населення 2004 року, у селі Албіна проживало 879 осіб (430 чоловіків, 449 жінок).
Етнічний склад села:
| Національність | Число мешканців | Відсотковий склад |
| -------------- | --------------- | ----------------- |
| українці       | 572             | 65.07             |
| молдовани      | 263             | 29.92             |
| болгари        | 19              | 2.16              |
| росіяни        | 17              | 1.93              |
| гагаузи        | 3               | 0.34              |
| інші           | 5               | 0.57              |
| Всього         | 879             | 100 %             |